# Großer Preis von Argentinien
Als Großer Preis von Argentinien wurde 21-mal ein Formel-1-Rennen in Buenos Aires auf dem Autódromo Oscar Alfredo Gálvez ausgetragen. Das bisher letzte dieser Rennen fand 1998 statt.
In den Jahren 1953 bis 1960 wurde auf einem 3,912 km langen Rennkurs gefahren. 1972 und 1973 betrug die Länge einer Runde 3,345 km, 1974 bis 1981 war die Strecke 5,968 km lang und in den Jahren 1995 bis 1998 betrug die Distanz 4,259 km.
Der Große Preis von Argentinien war nur 1971 kein Bestandteil der Formel-1-Weltmeisterschaft.
Rekordsieger ist bis heute Juan Manuel Fangio mit vier Siegen.

## Ergebnisse
| Auflage | Jahr          | Strecke                           | Sieger                                   | Zweiter                                                             | Dritter                                                        | Pole-Position                         | Schnellste Runde                      |
| ------- | ------------- | --------------------------------- | ---------------------------------------- | ------------------------------------------------------------------- | -------------------------------------------------------------- | ------------------------------------- | ------------------------------------- |
| 01      | 1953          | Buenos Aires                      | Alberto Ascari (Ferrari)                 | Luigi Villoresi (Ferrari)                                           | José Froilán González (Maserati)                               | Alberto Ascari (Ferrari)              | Alberto Ascari (Ferrari)              |
| 02      | 1954          | Buenos Aires                      | Juan Manuel Fangio (Maserati)            | Giuseppe Farina (Ferrari)                                           | José Froilán González (Ferrari)                                | Giuseppe Farina (Ferrari)             | José Froilán González (Ferrari)       |
| 03      | 1955          | Buenos Aires                      | Juan Manuel Fangio (Mercedes)            | Giuseppe Farina José Froilán González Maurice Trintignant (Ferrari) | Giuseppe Farina Umberto Maglioli Maurice Trintignant (Ferrari) | José Froilán González (Ferrari)       | Juan Manuel Fangio (Mercedes)         |
| 04      | 1956          | Buenos Aires                      | Juan Manuel Fangio Luigi Musso (Ferrari) | Jean Behra (Maserati)                                               | Mike Hawthorn (Maserati)                                       | Juan Manuel Fangio (Ferrari)          | Juan Manuel Fangio (Ferrari)          |
| 05      | 1957          | Buenos Aires                      | Juan Manuel Fangio (Maserati)            | Jean Behra (Maserati)                                               | Carlos Menditéguy (Maserati)                                   | Stirling Moss (Maserati)              | Stirling Moss (Maserati)              |
| 06      | 1958          | Buenos Aires                      | Stirling Moss (Cooper-Climax)            | Luigi Musso (Ferrari)                                               | Mike Hawthorn (Ferrari)                                        | Juan Manuel Fangio (Ferrari)          | Juan Manuel Fangio (Ferrari)          |
|         | 1959          | kein Großer Preis von Argentinien | kein Großer Preis von Argentinien        | kein Großer Preis von Argentinien                                   | kein Großer Preis von Argentinien                              | kein Großer Preis von Argentinien     | kein Großer Preis von Argentinien     |
| 07      | 1960          | Buenos Aires                      | Bruce McLaren (Cooper-Climax)            | Cliff Allison (Ferrari)                                             | Stirling Moss Maurice Trintignant (Cooper-Climax)              | Stirling Moss (Cooper-Climax)         | Stirling Moss (Cooper-Climax)         |
|         | 1961 bis 1970 | kein Großer Preis von Argentinien | kein Großer Preis von Argentinien        | kein Großer Preis von Argentinien                                   | kein Großer Preis von Argentinien                              | kein Großer Preis von Argentinien     | kein Großer Preis von Argentinien     |
| 08      | 1971          | Buenos Aires                      | Chris Amon (Matra-Cosworth)              | Henri Pescarolo (Matra-Cosworth)                                    | Carlos Reutemann (McLaren-Cosworth)                            | Rolf Stommelen (Surtees-Cosworth)     | Chris Amon (Matra-Cosworth)           |
| 09      | 1972          | Buenos Aires                      | Jackie Stewart (Tyrrell-Ford)            | Denis Hulme (McLaren-Ford)                                          | Jacky Ickx (Ferrari)                                           | Carlos Reutemann (Brabham-Ford)       | Jackie Stewart (Tyrrell-Ford)         |
| 10      | 1973          | Buenos Aires                      | Emerson Fittipaldi (Lotus-Ford)          | François Cevert (Tyrrell-Ford)                                      | Jackie Stewart (Tyrrell-Ford)                                  | Clay Regazzoni (B.R.M.)               | Emerson Fittipaldi (Lotus-Ford)       |
| 11      | 1974          | Buenos Aires                      | Denis Hulme (McLaren-Ford)               | Niki Lauda (Ferrari)                                                | Clay Regazzoni (Ferrari)                                       | Ronnie Peterson (Lotus-Ford)          | Clay Regazzoni (Ferrari)              |
| 12      | 1975          | Buenos Aires                      | Emerson Fittipaldi (McLaren-Ford)        | James Hunt (Hesketh-Ford)                                           | Carlos Reutemann (Brabham-Ford)                                | Jean-Pierre Jarier (Shadow-Ford)      | James Hunt (Hesketh-Ford)             |
|         | 1976          | kein Großer Preis von Argentinien | kein Großer Preis von Argentinien        | kein Großer Preis von Argentinien                                   | kein Großer Preis von Argentinien                              | kein Großer Preis von Argentinien     | kein Großer Preis von Argentinien     |
| 13      | 1977          | Buenos Aires                      | Jody Scheckter (Wolf-Ford)               | Carlos Pace (Brabham-Alfa Romeo)                                    | Carlos Reutemann (Ferrari)                                     | James Hunt (McLaren-Ford)             | James Hunt (McLaren-Ford)             |
| 14      | 1978          | Buenos Aires                      | Mario Andretti (Lotus-Ford)              | Niki Lauda (Brabham-Alfa Romeo)                                     | Patrick Depailler (Tyrrell-Ford)                               | Mario Andretti (Lotus-Ford)           | Gilles Villeneuve (Ferrari)           |
| 15      | 1979          | Buenos Aires                      | Jacques Laffite (Ligier-Ford)            | Carlos Reutemann (Lotus-Ford)                                       | John Watson (McLaren-Ford)                                     | Jacques Laffite (Ligier-Ford)         | Jacques Laffite (Ligier-Ford)         |
| 16      | 1980          | Buenos Aires                      | Alan Jones (Williams-Ford)               | Nelson Piquet (Brabham-Ford)                                        | Keke Rosberg (Fittipaldi-Ford)                                 | Alan Jones (Williams-Ford)            | Alan Jones (Williams-Ford)            |
| 17      | 1981          | Buenos Aires                      | Nelson Piquet (Brabham-Ford)             | Carlos Reutemann (Williams-Ford)                                    | Alain Prost (Renault)                                          | Nelson Piquet (Brabham-Ford)          | Nelson Piquet (Brabham-Ford)          |
|         | 1982 bis 1994 | kein Großer Preis von Argentinien | kein Großer Preis von Argentinien        | kein Großer Preis von Argentinien                                   | kein Großer Preis von Argentinien                              | kein Großer Preis von Argentinien     | kein Großer Preis von Argentinien     |
| 18      | 1995          | Buenos Aires                      | Damon Hill (Williams-Renault)            | Jean Alesi (Ferrari)                                                | Michael Schumacher (Benetton-Renault)                          | David Coulthard (Williams-Renault)    | Michael Schumacher (Benetton-Renault) |
| 19      | 1996          | Buenos Aires                      | Damon Hill (Williams-Renault)            | Jacques Villeneuve (Williams-Renault)                               | Jean Alesi (Benetton-Renault)                                  | Damon Hill (Williams-Renault)         | Jean Alesi (Benetton-Renault)         |
| 20      | 1997          | Buenos Aires                      | Jacques Villeneuve (Williams-Renault)    | Eddie Irvine (Ferrari)                                              | Ralf Schumacher (Jordan-Peugeot)                               | Jacques Villeneuve (Williams-Renault) | Gerhard Berger (Benetton-Renault)     |
| 21      | 1998          | Buenos Aires                      | Michael Schumacher (Ferrari)             | Mika Häkkinen (McLaren-Mercedes)                                    | Eddie Irvine (Ferrari)                                         | David Coulthard (McLaren-Mercedes)    | Alexander Wurz (Benetton-Playlife)    |
|         | seit 1999     | kein Großer Preis von Argentinien | kein Großer Preis von Argentinien        | kein Großer Preis von Argentinien                                   | kein Großer Preis von Argentinien                              | kein Großer Preis von Argentinien     | kein Großer Preis von Argentinien     |

| Legende   | Legende                                                                                              | Legende                                                     |
| Abkürzung | Klasse                                                                                               | Kommentar                                                   |
| --------- | --- | ----------------------------------------------------------- |
| F1        | Formel 1                                                                                             | Formel-1-Weltmeisterschaft ab 1950                          |
| F2        | Formel 2                                                                                             |                                                             |
| FL        | Formula libre                                                                                        | Fahrzeugklasse in der Regel vom Veranstalter ausgeschrieben |
| SW        | Sportwagen                                                                                           |                                                             |
| TW        | Tourenwagen                                                                                          |                                                             |
| GP        | Grand-Prix-Fahrzeuge                                                                                 |                                                             |
|           | ↓ Durchgehende graue Linien zeigen an, wann in der Geschichte auf einem neuen Kurs gefahren wurde. ↓ |                                                             |
|           | |                                                             |
|           | Einträge mit hellrotem Hintergrund waren keine Läufe zur Automobil- bzw. Formel-1-Weltmeisterschaft. |                                                             |
|           | Einträge mit gelbem Hintergrund waren Läufe zur Europameisterschaft.                                 |                                                             |